# هرایوس
هرایوس کادفیسس یا هرایوس (باختری: Ηλου Ēlou، گاهی میایوس) ظاهراً پادشاه یا رئیس قبیله کوشانیان، یکی از پنج قبیله مهم یوئه‌چی‌ها در اوایل قرن اول میلادی بود که از سال ۱ تا ۳۰ میلادی در بلخ حکومت کرد.هرایوس پسر سپیدبیزه حکمران بلخ بود که پسران وی کوجولا کادفیسس و ویما تاکتو بنیانگذاران شاهنشاهی مقتدر کوشانی شدند و توانستند بزرگ‌ترین دولت سده نخستین میلادی را در افغانستان تشکیل دهند که نزدیک به ۴۰۰ سال حکمرانی نمودند.
سکه‌هایی که نام هرایوس بر روی آنها گذاشته شده، نقره بوده و به سبک هلنیستی و با استفاده از خط یونانی ضرب شده است. در پشت سکه‌ها الهه یونانی بالدار پیروزی نایکی را نشان می‌دهد که تاجی از گُل را بر فراز هرایوس، سوار بر اسب در دست گرفته است. هرایوس تونیک به تن دارد و پاپیون بزرگی در پهلو دارد. برخی از پرتره‌ها هرایوس را با تغییر شکل مصنوعی جمجمه مشخص نشان می‌دهند که از مشخصه‌های سکه‌شناسی کوشانی قرن اول میلادی است. بر روی برخی از سکه‌های هرایوس، نام او گاهی به صورت «ΗΛΟΥ»، «ΗΙΛΟΥ»، «Ilou» «مائو» و «میائو» نیز آمده است.

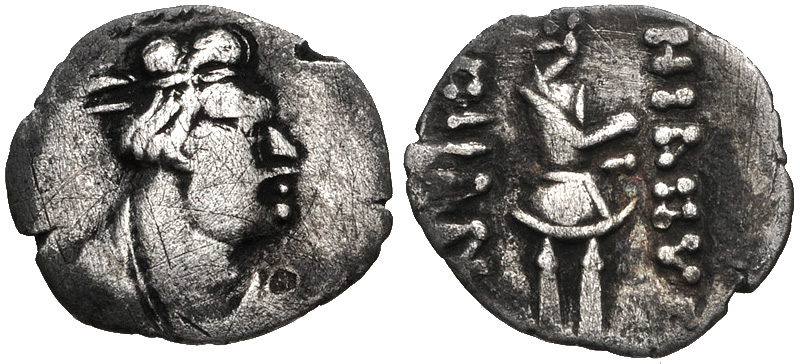
یکی دیگر از انواع سکه‌های هرایوس، ۱ - ۳۰ پس از میلاد
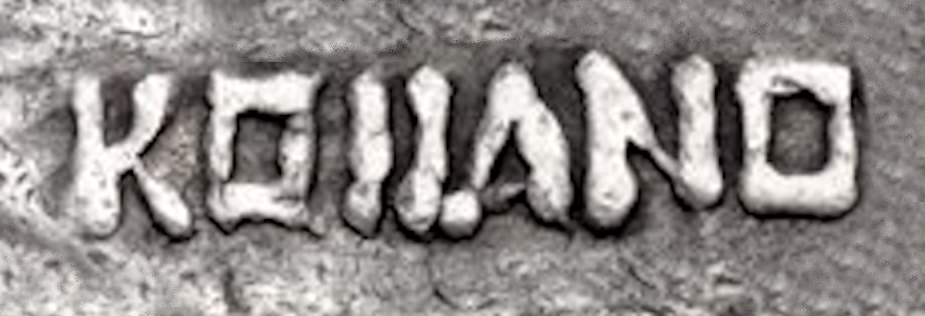
قوم‌نام "KOϷϷANO" (کوشانو، "کوشان‌ها") در خط یونانی (با اضافه شدن حرف Ϸ, "ش") در سکه هرایوس.
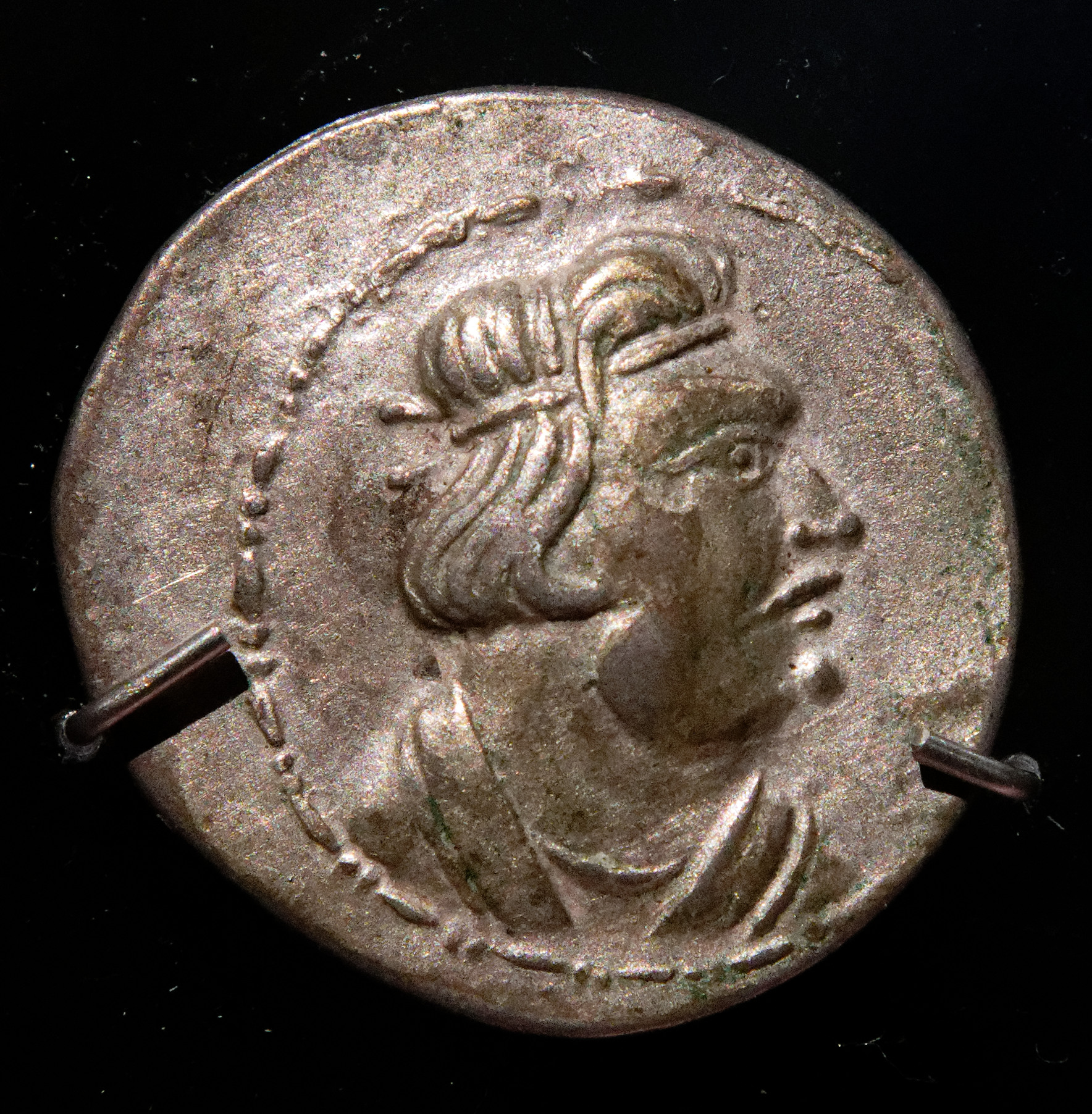
چهاردراخم، جلو: هرائوس دیادمد سمت راست، نیمه اول قرن اول میلادی. از جانب وخش، تاجیکستان.